# 爵士乐与不插电新编12首
《爵士乐与不插电新编12首》是李志2017-2018 “相信未来” 跨年音乐会不插电章节和爵士乐章节的现场专辑。专辑第1-6首为不插电，第7-12首为爵士乐，一张专辑两种音乐形式。不插电章节与南京众多青年乐手合作完成，所有演出曲目均以不插电形式全新编曲。这次李志更是首度将自己的音乐作品带入爵士乐，爵士乐章节与JZ Music爵士上海联袂呈现。

## 曲目
| 曲序     | 曲目           | 时长  |
| -------- | -------------- | ----- |
| 1.       | 看见           | 3:53  |
| 2.       | 离婚           | 4:37  |
| 3.       | 关于郑州的记忆 | 6:00  |
| 4.       | 鸵鸟           | 3:57  |
| 5.       | 卡夫卡         | 5:22  |
| 6.       | 热河           | 7:57  |
| 7.       | 翁庆年的六英镑 | 6:46  |
| 8.       | 死人           | 4:10  |
| 9.       | 爱             | 4:39  |
| 10.      | 董卓瑶         | 5:09  |
| 11.      | 一个夜晚       | 5:28  |
| 12.      | 鼠说           | 8:22  |
| 总时长： | 总时长：       | 66:25 |

## 不插电章节
- 鼓：倪辰荫
- 吉他：周亮、王祥
- 贝斯：张迪安
- 键盘：陈喆
- 打击乐：陈帅文
- 口琴：陈岍
- 和声：朱格乐、阿玛妮 、张怡然

## 爵士乐章节
- JZ Music爵士上海
- 吉他：顾忠山
- 钢琴：黄健怡
- 小提琴：刘星
- 萨克斯：Alec Haavik
- 小号：李晓川
- 贝斯：任宇清
- 鼓：Nicholas Mcbride

## 制作
- 录音师：姜北生/王竹根
- 混音师：姜北生
- 母带工程师：姜北生
- 混音、母带工作室：S.A.G录音棚

1. ↑  ，Spotify – 爵士樂與不插電新編12首